# Смит, Элис
Элис Мэри Смит (англ. Alice Mary Smith, в замужестве Мидоуз Уайт, англ. Meadows White; 19 мая 1839 — 4 декабря 1884) — английский композитор.
Третий ребёнок Ричарда Смита и Элизабет Ламли. Её отец был состоятельным торговцем. С юных лет брала частные уроки музыки у Уильяма Стерндейла Беннета и Джорджа Макфаррена. В 1857 г. опубликовала свою первую песню. Первая симфония Смит, до минор, была исполнена в Лондоне в 1864 году. За ней последовала вторая, ля минор (1876), — обе записаны камерным оркестром Лондонские исполнители Моцарта под управлением Ховарда Шелли. Среди других заметных произведений Смит — четыре фортепианных и три струнных квартета, соната для кларнета и фортепиано (1870), около 40 песен, а также несколько кантат, в том числе «Ода северо-западному ветру» (на стихи Чарльза Кингсли) и «Ода страстям» (на стихи Уильяма Коллинза).
В 1867 г. Смит была избрана ассоциированным членом Королевского филармонического общества (полное членство для женщин не допускалось), а незадолго до смерти — почётным членом Королевской академии музыки.